# Милер Сити (Охајо)
Милер Сити (енгл. Miller City) град је у америчкој савезној држави Охајо.

## Демографија
По попису из 2010. године број становника је 137, што је 1 (0,7%) становника више него 2000. године.
| Група             | 2000.       | 2010.        |
| Белци             | 128 (94,1%) | 137 (100,0%) |
| Афроамериканци    | 0 (0,0%)    | 0 (0,0%)     |
| Азијати           | 0 (0,0%)    | 0 (0,0%)     |
| Хиспаноамериканци | 7 (5,1%)    | 0 (0,0%)     |
| Укупно            | 136         | 137          |